# Wanda Falak-Zielińska
Wanda Falak-Zielińska (także Wanda (Duni) Falakówna) (ur. 8 kwietnia 1914 w Homberg-Hochheide, zm. 15 marca 1986 w Poznaniu) – artystka, śpiewaczka (sopran), zasłużona działaczka kulturalna, odznaczona Złotym Krzyżem Zasługi.

## Życiorys
Była córką Józefa i Marianny Falak. Miała brata Franciszka (prezes chóru kolejarzy "Hasło"). Po 1920 roku cała rodzina osiedliła się w Rostarzewie. Od 1921 edukowała się w szkole powszechnej, w latach 1924-1926 w Żeńskiej Szkole Wydziałowej, od 1927 w Gimnazjum Koedukacyjnym w Wolsztynie (matura 1934).
W 1936 rozpoczęła studia w Państwowym Konserwatorium Muzycznym.
Po wybuchu II wojny światowej pracowała jako kreślarka w Wojewódzkim Urzędzie Melioracyjnym. Podczas okupacji kontynuowała działalność muzyczną. Po wojnie pracowała m.in. w Państwowej Wyższej Szkole Operowej i Państwowej Filharmonii jako sekretarka Tadeusza Szeligowskiego. W 1949 wyszła za mąż za Henryka Zielińskiego, z którym miała córki Renatę (ur. 1952) i Nadzieję (ur. 1955).
Od 1949 pracowała jako nauczyciel śpiewu solowego. Studia Wyższe Artystyczne ukończyła w 1955.
Określana jako niezwykła artystka, śpiewaczka obdarzona krystalicznej czystości i piękna sopranem (...) nieodrodna córka szeregu pokoleń wybitnych artystów-śpiewaków wielkopolskich.
W 1963 została przyjęta do Stowarzyszenia Polskich Artystów Muzyków, w tym roku zakończyła także karierę artystyczną.
Zmarła 15 marca 1986, została pochowana na cmentarzu junikowskim

## Występy
- 1938 - Czarodziejski flet (W.A. Mozart) - finał
- 1938 - Aida (G. Verdi) - tercet
- 1939 - Fidelio (Beethoven) -aria Leonory
- 1939 - Stworzenie świata (Haydn) - partie Gabriela i Ewy
- 1939 - Straszny dwór (Moniuszko) - Hanna w III akcie
- 1939 - recital pieśni i arii w Sali Prymasowskiej w Gnieźnie
- 1940 (Wielkanoc) - Alleluja (W.A. Mozart) - koncert w kościele Matki Boskiej Bolesnej na Łazarzu
- 1941 (Wielkanoc) - Alleluja (W.A. Mozart) - koncert w kościele na Łazarzu
- 1942 (Wielkanoc) - Alleluja (W.A. Mozart) - koncert w kościele na Łazarzu
- 1942 (Zielone Świątki) - Kantata zielonoświąteczna (J.S. Bach) - aria sopranowa, koncert w kościele na Łazarzu
- 1943 (Wielkanoc) - Agnus Dei z Mszy C-dur koronacyjnej (W.A. Mozart) - partia sopranowa[5], koncert w kościele na Łazarzu
- 1943 (Zielone Świątki) - Agnus Dei z Mszy C-dur koronacyjnej (W.A. Mozart) - partia sopranowa, koncert w kościele na Łazarzu
- 1944 (Wielkanoc) - Agnus Dei z Mszy C-dur koronacyjnej (W.A. Mozart) - partia sopranowa, koncert w kościele na Łazarzu
- 1944 (Zielone Świątki) - Kantata zielonoświąteczna (J.S. Bach) - aria sopranowa, koncert w kościele na Łazarzu
- 1944/1945 - koncerty kolęd
- 4 marca 1945 - Poranek muzyki i słowa polskiego - sala koncertowa w Parku Wilsona (Poznań)
- 1946 - koncert kolęd - aula UAM
- 1949 - koncert kolęd - aula UAM
- 1950 - Magnificat D-dur (J.S. Bach), Kantata na urodziny Augusta III nr 206
- 1950 - koncert kameralny w 13 rocznicę śmierci K. Szymanowskiego
- 10 listopada 1951 - Pamięci Szopena (Walerian Gniot), Wesele lubelskie (T. Szeligowski) - Festiwal Muzyki Polskiej, koncert jubileuszowy
- 1955 - Msza C-dur koronacyjna (KV 317) (W.A. Mozart) nr 16, Requiem (W.A. Mozart), Magnificat D-dur (J.S. Bach)[6]
- 1956 - Actus tragicus (J.S. Bach)
- 1956 - koncert kolęd - aula UAM
- 1957 - koncert kolęd - kościół Św. Marcina
- 1958 - koncert kolęd - kościół Św. Marcina
- 1958 - koncert kolęd - katedra wrocławska
- 1959 - koncert kolęd - kościół Św. Marcina
- 1960 - koncert kolęd - kościół Św. Marcina

### Inne wykonywane utwory
- 1945-1963 - nagrania radiowe w ramach Koncertu Solistów
- Sabat mater (Rossini)
- Eliasz (Mendelssohn)
- Mesjasz (Haendel)
- Exultate (Mozart)
- Lament Matki Bożej, Panie, o Panie, Pieśń Pasyjna (Poradowski)
- arie z oper Ryszard Lwie Serce, Wesele Figara, Wolny strzelec, Tosca, Madame Butterfly, Halka
- pieśni Piotra Maszyńskiego, Ignacego Paderewskiego, Stanisława Moniuszki, Karola Szymanowskiego, Eugeniusza Pankiewicza, Artura Malawskiego, Stanisława Wiechowicza

## Odznaczenia
- 1964 - Złoty Krzyż Zasługi
- 1972 - Zasłużony Działacz Kultury